# Sandy Dennis
Sandy Dale Dennis (født 27. april 1937 i Hastings i Nebraska, død 2. marts 1992 i Westport i Connecticut) var en amerikansk teater- og filmskuespiller.
For sin rolle som "Honey" i filmen Hvem er bange for Virginia Woolf? vandt Sandy Dennis i 1966 en Oscar for bedste kvindelige birolle. Hun medvirkede i flere film i karrieren, herunder Alan Aldas De fire årstider fra1981.